# Il·lustració fosca
La Il·lustració fosca, també anomenada moviment neoreaccionari (de vegades abreujat com a NRx), és un moviment filosòfic i polític antidemocràtic, antiigualtat i reaccionari. El 2007 i el 2008, l'enginyer de programari Curtis Yarvin, escrivint sota el pseudònim de Mencius Moldbug, va articular el que es convertiria en el pensament de la Il·lustració fosca. Les teories de Yarvin van ser elaborades i ampliades pel filòsof Nick Land, qui va encunyar per primer cop el terme Dark Illumination en el seu assaig homònim. El terme "Il·lustració fosca" és una reacció a l'⁣Edat de les Llums.
La ideologia rebutja generalment la historiografia Whig —el concepte que la història mostra una progressió inevitable cap a una major llibertat i il·lustració, que culmina amb la democràcia liberal i la monarquia constitucional, a favor d'un retorn a les construccions i formes de govern tradicionals de la societat, incloent-hi monarquia absoluta i altres formes més antigues de lideratge com ara el cameralisme.
El juliol de 2010, Arnold Kling, un acadèmic adjunt de l'⁣Institut Cato, va encunyar el terme "neo-reaccionaris" per descriure Yarvin i els seus seguidors.

## Visió general
Els neo-reaccionaris són una comunitat informal de bloguers i teòrics polítics que han estat actius des dels anys 2000. Steve Sailer és un precursor contemporani de la ideologia, que també treu la influència de filòsofs com Thomas Carlyle i Julius Evola.
El centre de les idees de Land és la creença en la incompatibilitat de la llibertat amb la democràcia. Land es va inspirar en llibertaris com Peter Thiel, tal com indica el seu assaig The Dark Enlightenment. La Il·lustració fosca ha estat descrita per periodistes i comentaristes com a alt-right i neofeixista. Un article de 2016 a la revista de Nova York assenyala que "La neoreacció té una sèrie de soques diferents, però potser la més important és una forma de futurisme postllibertari que, adonant-se que és probable que els llibertaris no guanyin cap elecció, argumenta en contra de la democràcia a favor de formes autoritàries de govern".
Andy Beckett va afirmar que els partidaris de "NRx" "creuen en la substitució dels estats nació moderns, la democràcia i les burocràcies governamentals per ciutats estat autoritàries, que als blocs de neoreacció sonen tant a regnes medievals idealitzats com a enclavaments moderns com Singapur⁣".
Segons el professor de justícia penal George Michael, la neoreacció busca salvar el seu ideal de civilització occidental mitjançant l'adopció d'un model de govern monàrquic o director general per substituir la democràcia. També abraça la noció d'"acceleració⁣", articulada per primera vegada per Vladimir Lenin com "pitjor és millor", però en la versió de neoreacció, la creació i la promoció de cada vegada més crisis socials accelera l'adopció de l'estat neoreactiu en lloc d'un de comunista.
Altres focus de neoreacció sovint inclouen una idealització de la condició física; una justificació racionalista o utilitària de l'estratificació social basada en la intel·ligència, basada en l'herència o en la meritocràcia; una abraçada de la filosofia clàssica i els rols de gènere tradicionals.
Quan el tema va ser tractat per la periodista d'assumptes polítics de The Atlantic Rosie Gray, Yarvin va intentar provocar-la a Twitter, i el bloguer Nick B. Steves va dir que el seu coeficient intel·lectual era inadequat per a la tasca d'entrevistar-lo i que, com a periodista, era "l'enemic".
A mitjans de 2017, NRx s'havia traslladat a fòrums com el fòrum en línia de la matèria social, la Societat Hestia i la revista Thermidor.
El 2021, Yarvin va aparèixer a "Tucker Carlson Today" de Fox News, on va parlar de la retirada dels Estats Units de l'Afganistan i del seu concepte de "catedral", que segons ell és l'agregació actual del poder polític i les institucions influents que és controlant el país.

## Crítica
El periodista Andrew Sullivan argumenta que l'avaluació pessimista de la democràcia de la neoreacció rebutja molts avenços que s'han fet i que els patrons de fabricació global també limiten la independència econòmica que els estats sobirans poden tenir els uns dels altres.
En un article per a The Sociological Review, després d'un examen dels principis bàsics de la neoreacció, Roger Burrows deplora la ideologia com a "hiperneoliberal, tecnològicament determinista, antidemocràtica, anti-igualtari, proeugenista, racista i, probablement, feixista" i ridiculitza tot el marc acceleracionista com un intent defectuós d'"integrar els discursos... misògins, racistes i feixistes". Critica els principis racials de la neoreacció i per la seva descarada "negació de qualsevol discurs" que advoqui per la igualtat socioeconòmica i, en conseqüència, la considera una "filosofia eugenèsica" a favor del que Land considera "hiperracisme".

## Relació amb l'alt-right
Alguns consideren que la Il·luminació fosca forma part de l'⁣alt-right, i que en representa la branca teòrica. La Il·lustració fosca ha estat etiquetada per alguns com a neofeixista i pel professor de la Universitat de Chichester Benjamin Noys com "una acceleració del capitalisme fins a un punt feixista". Land discuteix la similitud entre les seves idees i el feixisme, afirmant que "el feixisme és un moviment anticapitalista de masses", mentre que prefereix que "el poder corporatiu [capitalista] esdevingui la força organitzadora de la societat".
El periodista i expert James Kirchick afirma que "tot i que els pensadors neo-reaccionaris menyspreen les masses i afirmen menysprear el populisme i la gent en general, el que els uneix a la resta de l'alt-right és el seu element racista sense disculpes, la seva misantropia compartida i el seu ressentiment per mala gestió per part de les elits governants".
L'estudiós Andrew Jones, en un article del 2019, va postular que la Il·luminació fosca (és a dir, el Moviment NeoReaccionari) és "clau per entendre la ideologia política de l'Alt-Right"." L'ús de la teoria de l'afecte, les crítiques postmodernes de la modernitat i una fixació en els règims de crítica de la veritat⁣", remarca Jones, "són fonamentals per a NeoReaction (NRx) i el que la separa d'altres teories de l'extrema dreta". A més, Jones argumenta que la fixació de la Il·lustració fosca per l'estètica, la història i la filosofia, a diferència de l'enfocament empíric tradicional, la distingeix de les ideologies d'extrema dreta relacionades.
L'historiador Joe Mulhall, escrivint per a The Guardian, va descriure Nick Land com "propagant idees d'extrema dreta". Malgrat l'audiència en línia limitada de la neoreacció, Mulhall considera que la ideologia "ha actuat com a tributari de l'alt-right i com a part constitutiva clau [de l'alt-right]".